# Wellensittich
Der Wellensittich (Melopsittacus undulatus) ist eine Vogelart, die zur Familie der Altweltpapageien (Psittacidae) gehört. Es handelt sich um kleine Vögel mit einem schmalen, stark stufigen Schwanz. Das Gefieder beider Geschlechter hat die gleiche Färbung. Jungvögel ähneln den adulten Vögeln. Wellensittiche sind im Freiland die am häufigsten vorkommende Papageienart Australiens, die Häufigkeit ist aufgrund der uneinheitlichen klimatischen Bedingungen jedoch regional verschieden. Wegen der zunehmenden Weidewirtschaft, in deren Folge zahlreiche Viehtränken eingerichtet wurden, verbesserten sich ihre Überlebensmöglichkeiten in vielen der ariden Regionen Australiens. Dies hat teilweise zu einem deutlichen Anstieg der Individuenzahl geführt.
In ihrem natürlichen Verbreitungsgebiet leben Wellensittiche in teils sehr großen Schwärmen. Sie fallen durch ihr Fluggeräusch sowie durch ihre trillernden Kontaktrufe auf. In klimatisch günstigen Regionen sind Wellensittiche Standvögel. In Trockenklimaten ziehen sie weiter, wenn die Wasserstellen austrocknen.
Wellensittiche werden in Europa seit 1840 als Ziervögel gehalten. Bereits in der zweiten Hälfte des 19. Jahrhunderts wurde der Vogel in großer Zahl gezüchtet, um die Nachfrage nach dieser Art zu befriedigen. Heute ist der Wellensittich die vermutlich am häufigsten gehaltene Papageienart weltweit. Es existieren zahlreiche in Größe, Farbe und Gefiedermerkmalen von der Wildform abweichende Zuchtformen.

## Merkmale
Wellensittiche der Wildform sind rund 18 cm lang und weisen keinen auffallenden Geschlechtsdimorphismus auf. Weibchen sind geringfügig schwerer und erreichen ein Körpergewicht zwischen 24 und 40 Gramm, während Männchen der Wildform zwischen 22 und 32 Gramm wiegen. Die Geschlechter lassen sich vor allem anhand der Farbe der Wachshaut unterscheiden, die bei der Wildform bei den Männchen blau und bei den Weibchen braun ist.

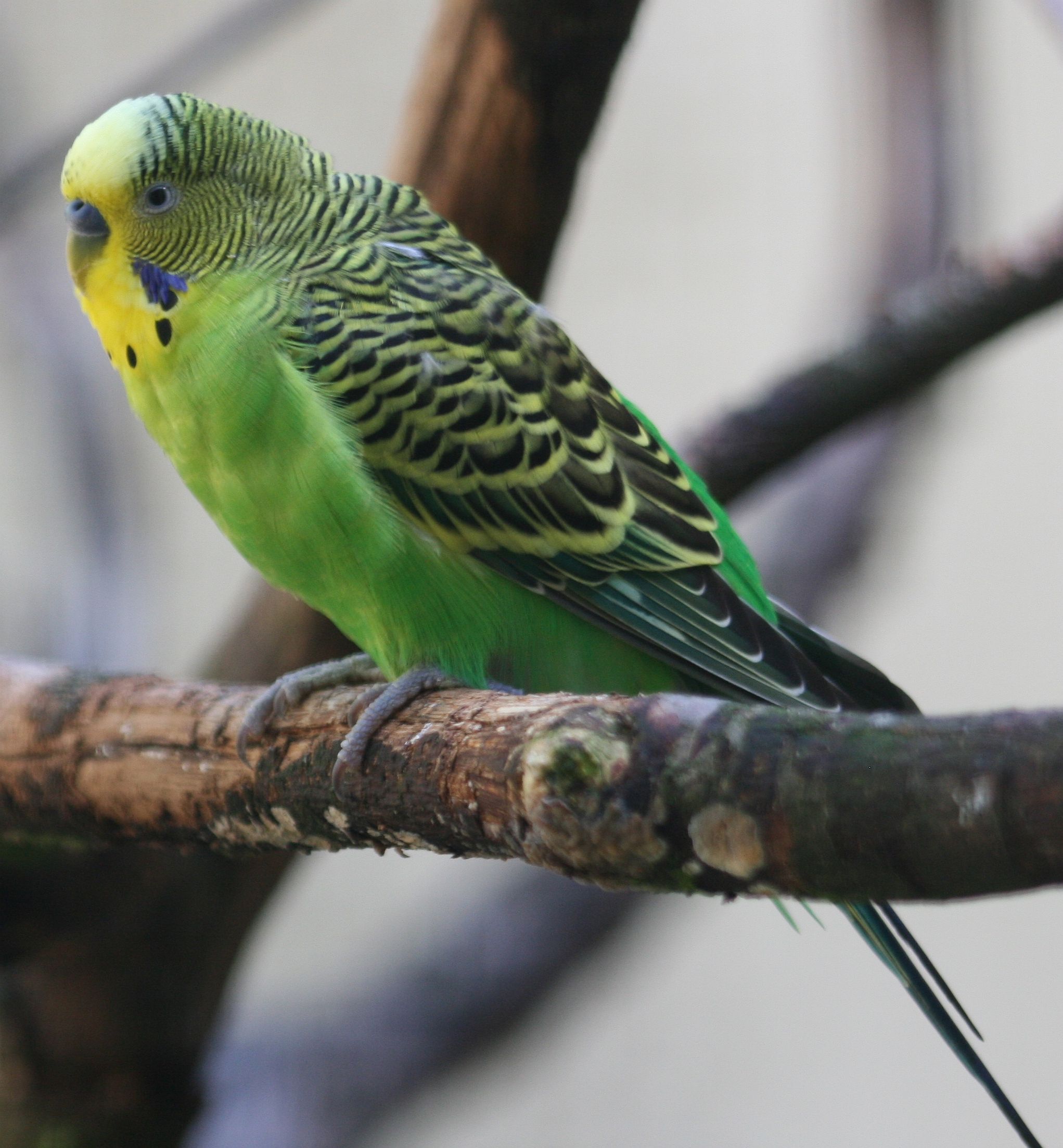
Wildfarbener Wellensittich, Männchen

Wellensittiche besitzen eine leuchtend grüne Grundfärbung, die von einer schwarzen Querbänderung, den namensgebenden Wellen, überlagert wird. Die Bänderung beginnt am Vorkopf. Das Wellenmuster ist auf Kopf und Vorderrücken sehr fein und geht auf den Flügeldecken in breite Querstreifen über. Die Stirn, die Augenregion, die Kehle und die vordere Wangenhälfte sind gelb. An den Wangen besitzen sie je einen blauen Fleck, über der Kehle finden sich vier bis sechs schwarze rundliche Flecken. Bei Mutationsformen kann die Zahl der Kehlflecken abweichen.
Die Unterflügeldecken sind grün, der Schwanz grünlichblau und die äußeren Federn kürzermittig mit gelbem Band. Die Füße sind gräulichblau. Unter Ultraviolettstrahlung fluoreszieren einige Federn des Kopfgefieders bei der Wildform, nicht aber bei blauen und weißen Zuchtformen, schwefelgelb. Wellensittiche sind Tetrachromaten und UV-sichtig.
Jungvögel sind insgesamt etwas matter als die adulten Vögel gefärbt. Die Wellenzeichnung beginnt bei ihnen bereits auf Stirn und Vorscheitel. Die schwarzen Flecken auf der Kehle sind verwischt oder fehlen sogar ganz. Sie unterscheiden sich von den adulten Wellensittichen durch eine rosaviolette Färbung der Wachshaut, eine dunkle Augenhaut und Iris.

## Verbreitung

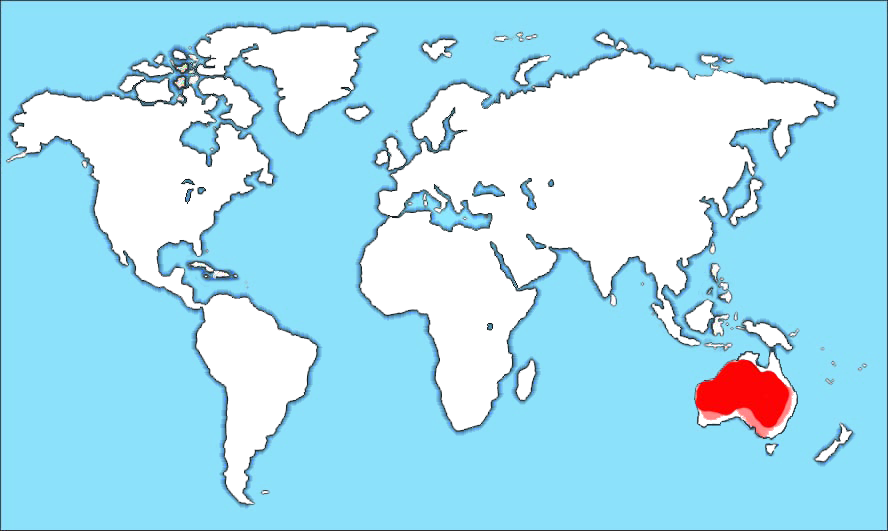
Natürliches Verbreitungsgebiet

Verbreitungsgebiet der Wellensittiche in Australien

Der Wellensittich zählt zur Fauna Australiens und ist in seiner natürlichen Verbreitung auf den australischen Kontinent beschränkt. Er ist Nomade und Bewohner des australischen Outbacks und seiner Randzonen. Er besiedelt fast das ganze australische Festland und fehlt nur im äußersten Südwesten, auf der mit tropischem Regenwald bestandenen Kap-York-Halbinsel und in den meisten Küstenregionen Nord- und Ostaustraliens. Es gibt Sichtungen von Wellensittichen in Tasmanien. Dabei handelt es sich aber um Gefangenschaftsflüchtlinge.
In Regionen, in denen Wasser und Nahrung ganzjährig zur Verfügung stehen, ist der Wellensittich ein Standvogel. Dies ist beispielsweise im nördlichen Ostaustralien der Fall. Die unregelmäßigen Niederschläge und die Abhängigkeit der Wellensittiche von Samen von Bodendeckerpflanzen wie Gras zwingen die Wellensittiche jedoch in den meisten australischen Regionen zu einem nomadischen Leben. Inwieweit die Wanderungen des Wellensittichs einer saisonal bedingten Nord-Süd-Richtung unterliegen oder sie nur opportunistisch nomadisieren, ist nach wie vor strittig. Es gibt Indizien, die darauf hinweisen, dass ältere und damit erfahrenere Wellensittiche traditionelle Nahrungsgründe auf diesen Wanderungen aufsuchen. Unerfahrene Sittiche folgen ihnen entweder oder vagabundieren ungerichtet auf der Suche nach geeigneten Nahrungsgründen. Ziehende Wellensittiche legen auf ihren Wanderungen immer nur verhältnismäßig kurze Strecken zurück. Sie sind im Freiland nicht in der Lage, größere Fettdepots aufzubauen, sodass ihnen keine lang anhaltenden Flüge möglich sind. Wellensittiche fliegen maximal drei Stunden ohne Unterbrechung und können in dieser Zeit etwa 100 Kilometer zurücklegen.
Verwilderte Bestände in Kuwait und Florida existieren nicht mehr.

## Lebensraum

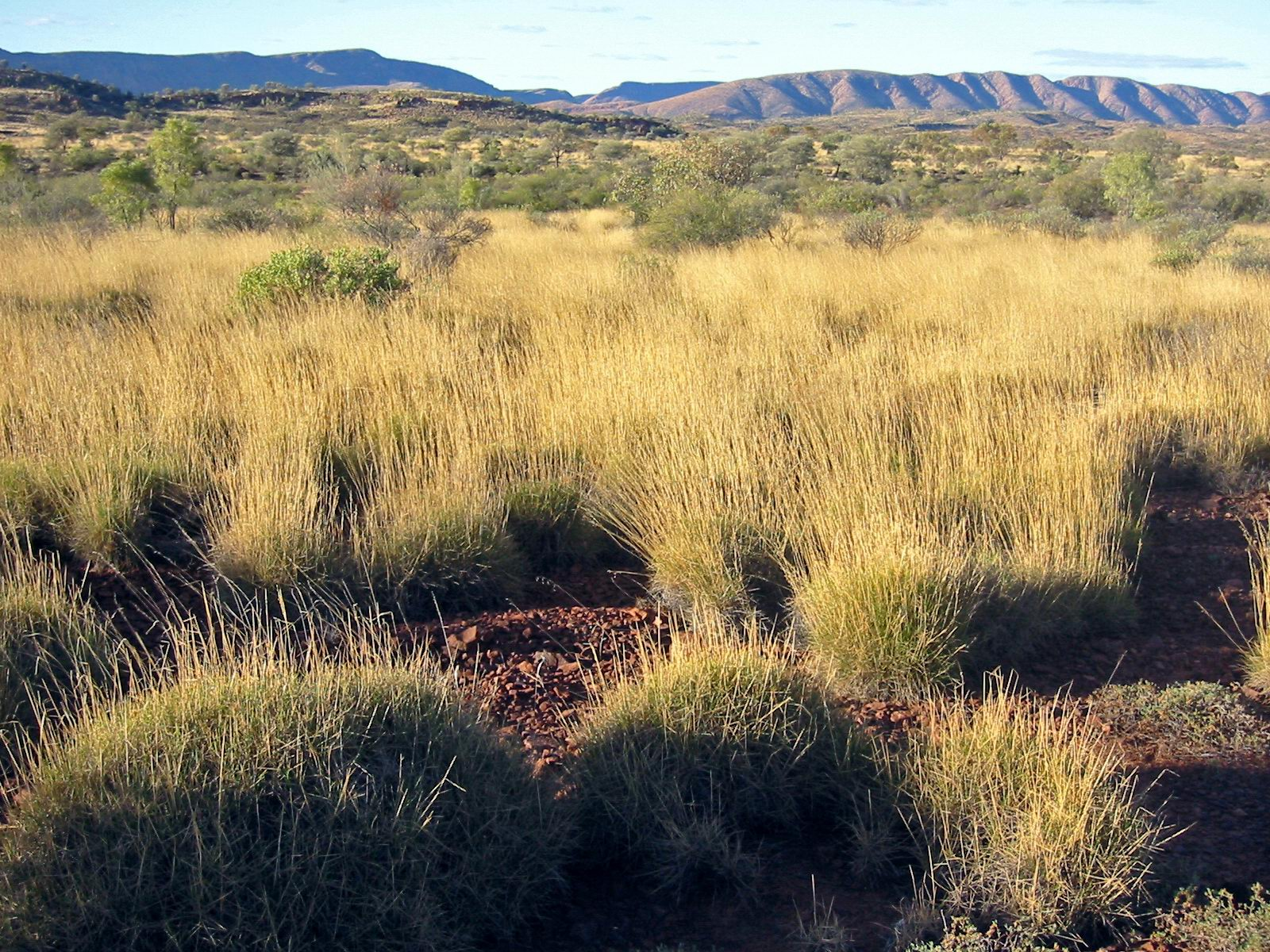
Spinifex-Savanne in Zentral-Australien, ein Habitat von Wellensittichen

Wellensittiche besiedeln eine Vielzahl arider und semiarider Habitate: mit Stachelkopfgräsern bewachsene Sanddünen, Ebenen mit vereinzelten Bäumen und Melden- oder Maireanabewuchs, Akazienbuschland, Mallee-Strauchland, Baumsavannenreste und Waldinseln in Farmland. Sie meiden dagegen Waldgebiete. Bevorzugte Baumarten sind die an saisonalen Wasserläufen verbreiteten Eukalypten (Eucalyptus microthera und Eucalyptus camaldulensis). Wellensittiche bewohnen auch Golfplätze. Obwohl sie in Experimenten ohne zusätzliche Wassergabe überleben konnten, bevorzugen sie Habitate in der Nähe von Wasserläufen und Wasserstellen. Wellensittiche profitieren auch durch die Anlage von Wasserstellen für die Zucht von Rindern und Schafen.

## Nahrung

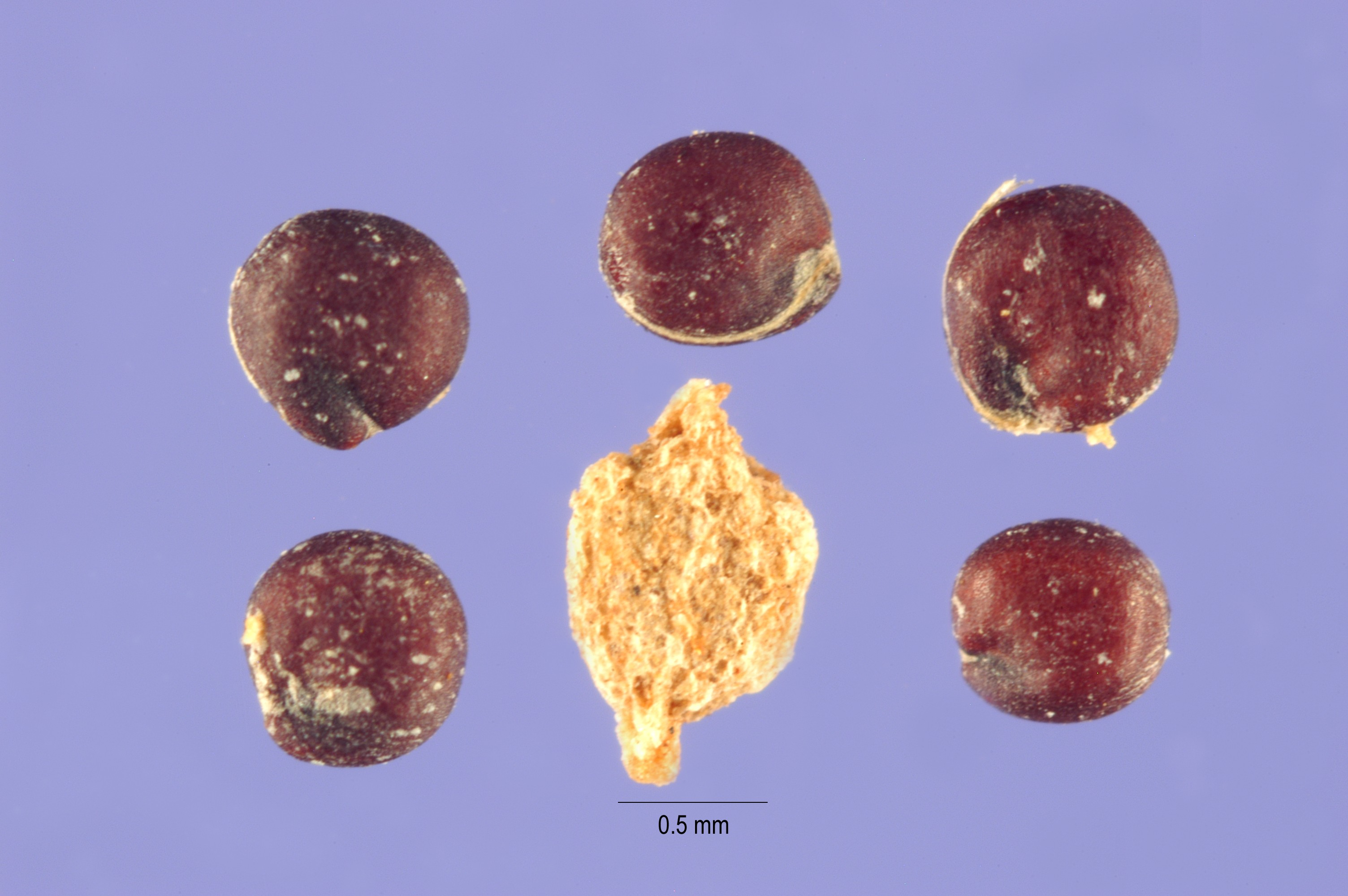
Samen einer Melde

Vogelfuttermischung für Wellensittiche

Wellensittiche sind extreme Nahrungsspezialisten, die sich vor allem von den Samen von Bodendeckerpflanzen ernähren. Bei Studien wurden die Samen von 21 bis 39 bodendeckenden Pflanzenarten, aber keine Samen von höher wachsenden Pflanzen nachgewiesen. Die Länge der Samen lag zwischen 0,5 und 2,5 mm und das Gewicht je Same bei 0,36–1,33 mg. Die Mehrzahl der Samen war ausgereift und wurde entspelzt verschluckt. Die immer wieder auftauchende Behauptung, für die Jungenaufzucht würden unreife Samen benötigt, ließ sich nicht belegen. Die Schnabelmorphologie ist an das Fressen von Samen angepasst und innerhalb der engeren Verwandtschaft der Wellensittiche eine Sonderentwicklung. Im Binnenland des mittleren Ostens Australiens wurde festgestellt, dass Wellensittiche nur Samen der Bodenvegetation mit einer Länge von 0,5 bis 2,5 mm fressen, wobei bis zu 39 Gras- und Chenopodiensamen-Arten bevorzugt sind.

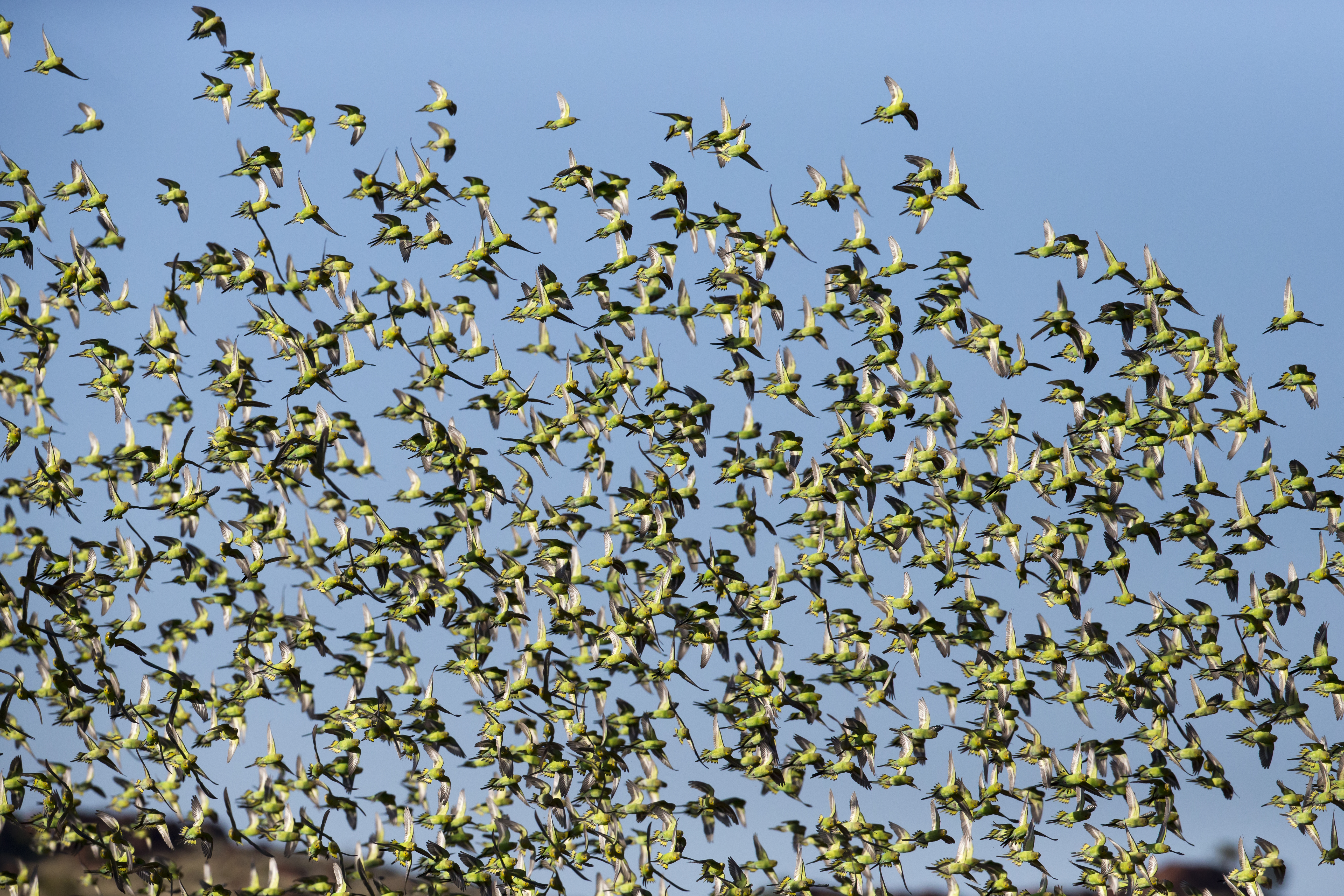
Wellensittichschwarm in Australien (2012)

Der Lebensraum im ariden Zentralaustralien zeigt wechselnde Umweltbedingungen, insbesondere bei den Niederschlägen, die häufig nur regional begrenzt auftreten oder über mehrere Jahre ausbleiben. Das Nahrungsangebot steht damit zumindest im Landesinneren in keinem Zusammenhang mit den Jahreszeiten. Die Wanderungsbewegung des Wellensittichs folgt dem Nahrungsangebot. Bemerkungen zur Wanderbewegung der Wellensittiche finden sich schon in den frühen Veröffentlichungen zu Wellensittichen, etwa bei Gould 1840. Wellensittiche benötigen als Nahrung und insbesondere für die Jungenaufzucht Samen, die nur in regenreichen Vegetationsperioden ausreichend vorhanden sind. Gerade durch ihr Kolonial- und Schwarmverhalten werden Wellensittiche in Dürreperioden als Feldschädlinge angesehen, da sie reifende Getreidepflanzen gelegentlich angreifen.

## Verhalten und Fortpflanzung
Wellensittiche leben zumindest zeitweise in großen Schwärmen und sind ausgesprochen opportunistische Brüter, die unabhängig von der Jahreszeit immer dann und solange brüten, wie günstige Bedingungen vorherrschen. Umherziehende, nichtbrütende Wellensittiche haben inaktive Fortpflanzungsorgane. Die Männchen haben kleinere Hoden, die keine reifen Spermien produzieren, und bei den Weibchen sind die Eierstöcke inaktiv und die Eileiter verkleinert. Bei männlichen Wellensittichen sind bisher keine Nachweise für Reaktionen der Gonaden auf jahreszeitliche Unterschiede in der Fotoperiode bekannt, die bei den meisten Vögeln höherer Breiten den Zeitpunkt der Brut regulieren und sich oft auch bei äquatornahen Vogelarten ohne starke Wechsel in der Fotoperiode nachweisen lassen. Selbst experimentelle Kurz- und Langzeittage (17:7 Stunden), die deutlich extremer sind als im natürlichen Verbreitungsgebiet der Sittiche, führten nicht zu einer Hemmung oder Aktivierung der Gonaden und hatten keine Wirkung auf den Zeitpunkt des Eintretens der Geschlechtsreife. Ausgewachsene Männchen weisen zumindest unter Laborbedingungen daueraktive Gonaden auf.
Die frühe sexuelle Reife der Wellensittiche, besonders der Männchen, soll ein weiterer Mechanismus sein, der eine schnelle Anpassung an Brutbedingungen darstellt und so den Bruterfolg fördert. Daten, die in New South Wales zwischen 1972 und 1974 erhoben wurden, sprechen jedoch kaum für diese Hypothese, belegt ist dagegen ein eindeutiger Zusammenhang zwischen Nahrungsangebot und Bruterfolg. Nahrung muss danach mindestens drei Monate im Überfluss vorhanden sein.
Anhand der untersuchten Bruten scheint es tendenziell je nach Region unterschiedliche Brutzeiten zu geben. Vögel im Süden scheinen in den Frühjahrs- und Sommermonaten zwischen August und Februar zu brüten, nördliche Wellensittiche dagegen zu Beginn der Trockenzeit im Herbst und Winter. Bei geeigneten Bedingungen, die beispielsweise durch ergiebige Niederschläge gegeben sind, können die Sittiche jederzeit mit der Brut beginnen.

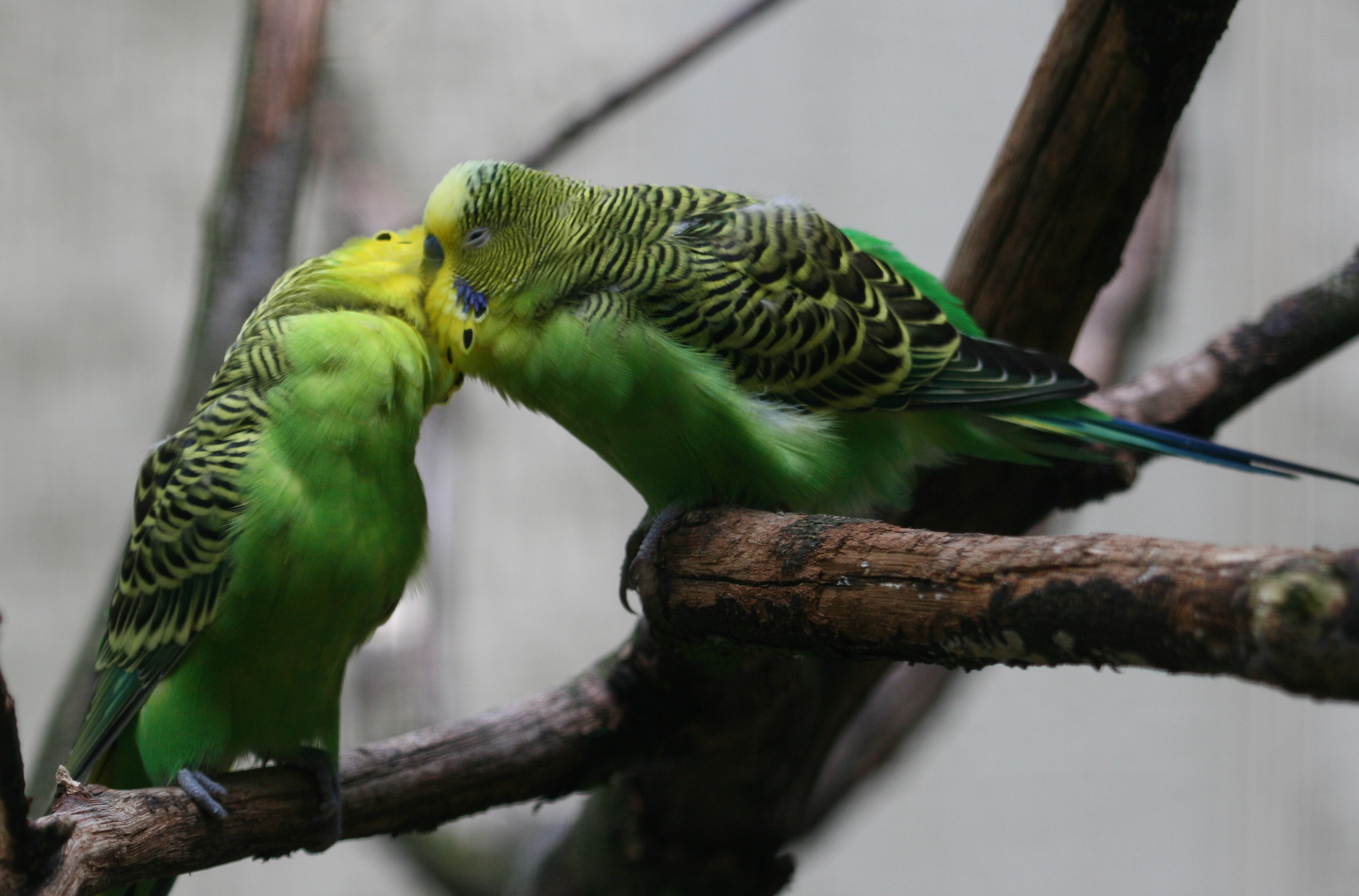
Wildfarbenes Pärchen im Kölner Zoo

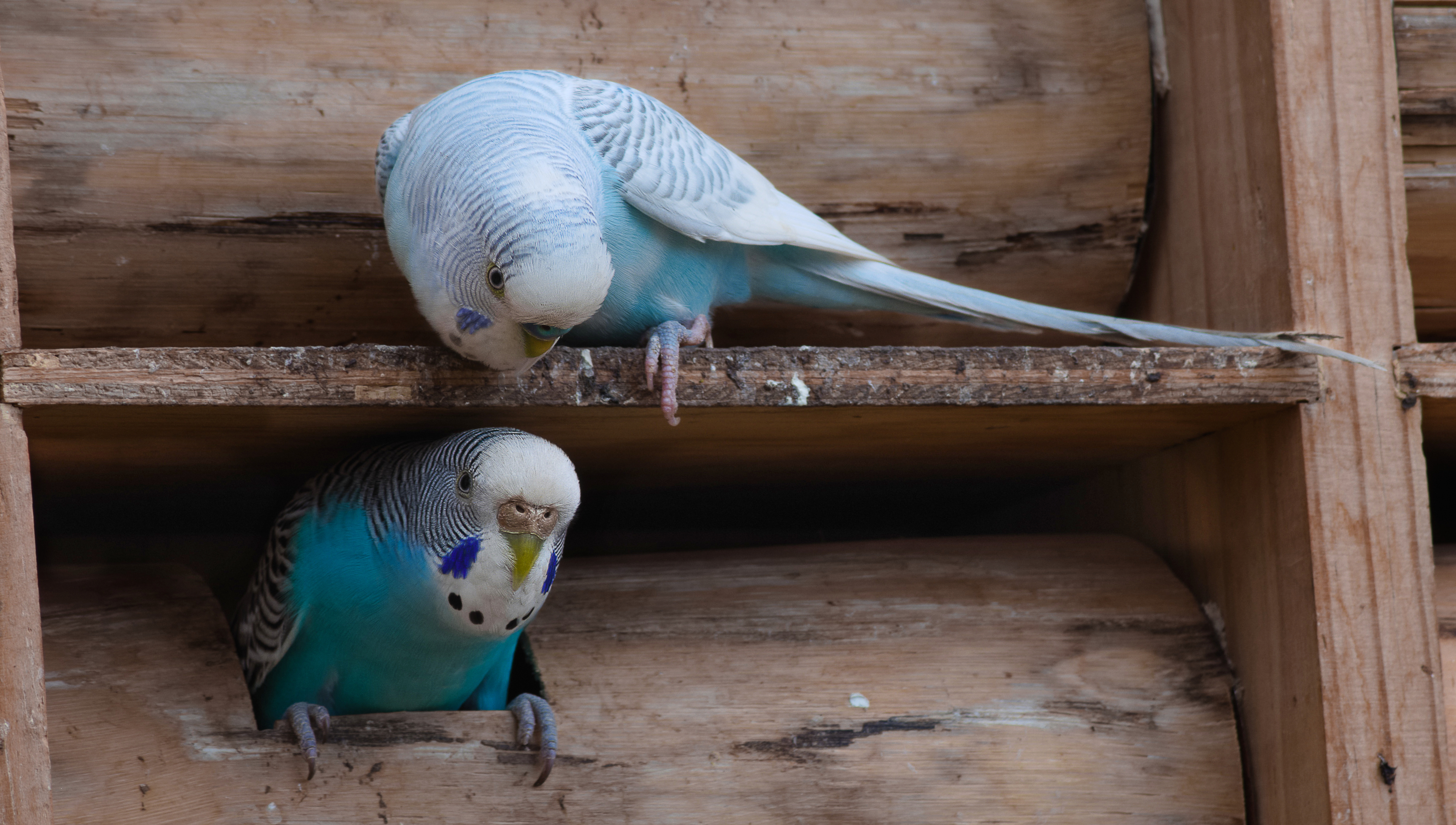
Pärchen blauer Zuchtformen an einer künstlichen Nisthöhle. Das Weibchen erkennbar an der braunen Nasenhaut, das Männchen an der blauen.

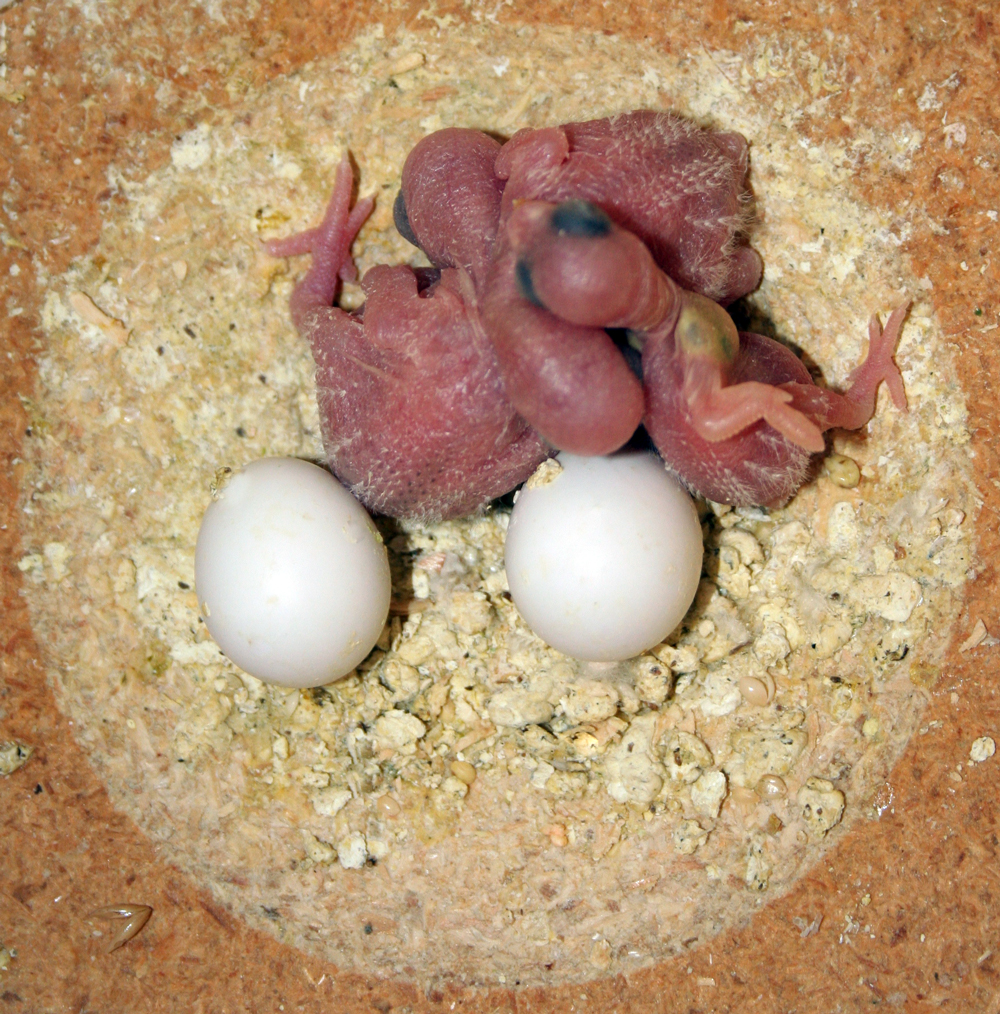
Frisch geschlüpfte Wellensittiche im Nistkasten

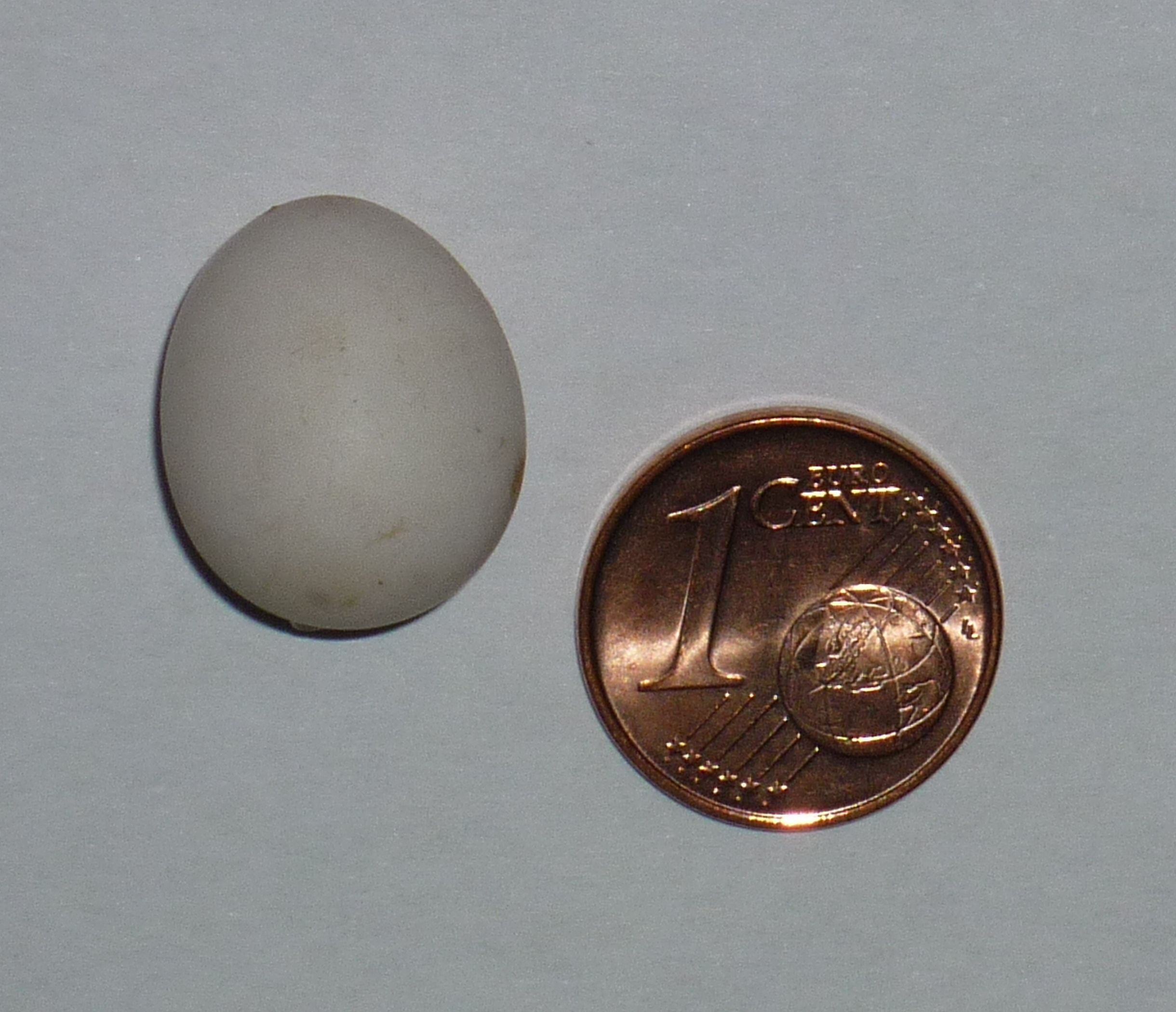
Wellensittich-Ei im Größenvergleich zum Euro-Cent

Die paarweise in Schwärmen lebenden Wellensittiche sind wie nahezu alle Papageienvögel Höhlenbrüter und nisten normalerweise in Eukalyptusbäumen. Für den Brutplatz werden der Stamm, Astlöcher und andere Hohlräume benutzt. Die Wellensittichweibchen tragen kein neues Nestmaterial in die Bruthöhle, sondern räumen vorhandenes Material sogar hinaus.
Das Weibchen demonstriert seine Paarungsbereitschaft durch eine an die Unterwürfigkeit von Jungtieren erinnernde kahnförmige Körperhaltung. Es duckt sich starr auf einen Ast, legt den Kopf nach hinten, senkt und spreizt die Flügel und hebt den Schwanz an. Das Männchen steigt zuerst mit einem dann mit beiden Füßen auf das Weibchen, die Köpfe weisen in die gleiche Richtung. Die beiden Hinterteile nähern sich an, bis die beiden Kloaken aneinander gedrückt werden können.
Ein Gelege besteht in der Regel aus vier bis sechs, in Ausnahmefällen aus acht Eiern. Die Eier werden vom Weibchen ab dem ersten Ei bebrütet. Nach rund 18 Tagen schlüpfen die Jungtiere und das Männchen versorgt das Weibchen mit Nahrungsbrei. Der eigentliche Schlupfvorgang dauert 20 Minuten. Wellensittichweibchen helfen den sehr hilflosen Küken beim Schlüpfen. Frisch geschlüpfte Küken wiegen rund 2 g. Nach 30–35 Tagen fliegen die Jungtiere aus.
Bei Wellensittichen sind elf verschiedene Lautäußerungen belegt, worunter ein trillernder Kontaktruf der uns vertrauteste ist. Weitere Rufe dienen zur Koordination von Formationsflügen, als Alarmrufe, als innerartliche Drohgebärden oder gehören zur Balz. Wellensittiche lernen ihr ganzes Leben lang neue Laute. Sie übernehmen sie von ihren Artgenossen, aber auch von anderen Vogelarten. In Volieren ahmen sie die Pfiffe anderer Vögel nach und integrieren sie in ihren Balzgesang. Sie imitieren auch die menschliche Sprache, „gewissermassen im Flüsterton und sind dabei meist recht schwer zu verstehen.“
Wellensittiche können Frequenzen zwischen 40 und 14000 Hz hören.
Wellensittiche sind schnelle und ausdauernde Flieger. Das ist an ihrer aerodynamischen Gestalt und den langen spitzen Flügeln zu erkennen. Die beiden mittleren Steuerfedern stabilisieren den geradlinigen und schnellen Flug. Ihr Flugverhalten im Schwarm erinnert an die eleganten Starenformationen mit den schnellen Richtungswechseln und den wellenartigen Flugbewegungen.

## Geschlechtsreife, Lebenserwartung

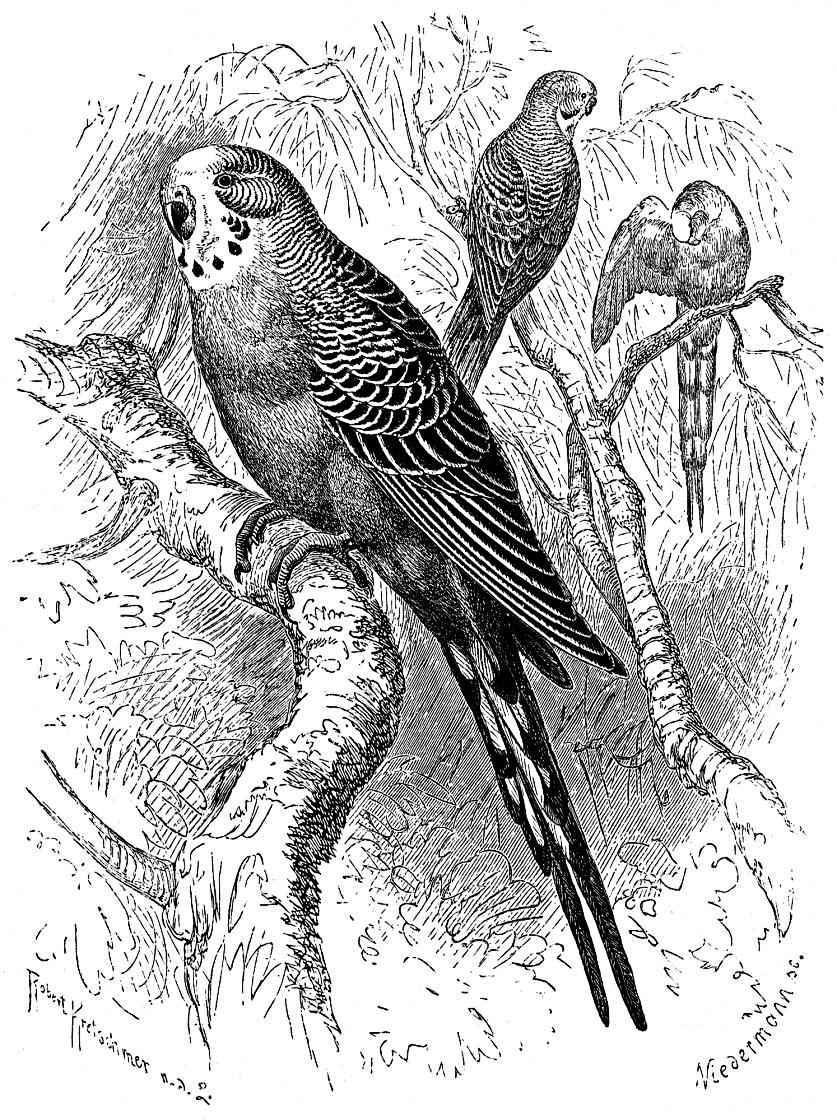
Abbildung aus Brehms Thierleben um 1880

Im Alter von 3 ½ bis 4 Monaten treten bei Wellensittichmännchen die ersten reifen Spermien auf. Im Alter von 50 Tagen werden erste Kontakte zu anderen Wellensittichen gesucht, mit 70 Tagen zeigen sich Präferenzen für spätere Partnerschaften, mit 105 Tagen ist die Paarbildung vollzogen. Ob Wellensittiche lebenslang mit demselben Vogel verpaart sind, ist umstritten.
Wellensittiche können in Gefangenschaft durchschnittlich 10 bis 15 Jahre alt werden. Aus Deutschland ist aber bekannt, dass die Hälfte aller gehaltenen Wellensittiche aufgrund von Haltungs- und Ernährungsfehlern bereits vor dem fünften Lebensjahr stirbt. Laut älteren Literaturangaben soll das Höchstalter zwischen 15 und 17 Jahren liegen. Für wildlebende Wellensittiche fehlen bisher genaue Lebensdaten, aber es wird angenommen, dass die Lebenserwartung aufgrund der vielen Feinde (Warane, Graurücken-Krähenwürger, Schlangen u. a.) im Vergleich zu anderen Papageienvögeln eher kurz ist.
Wellensittiche gehören zu den Beutetieren einiger Greifvögel, in Australien werden sie von Falken, Habichten und Sperbern  erlegt. In Mitteleuropa werden Gefangenschaftsflüchtlinge Opfer etwa von Baumfalken (bei einer Berliner Studie machten sie 9 % der Beutevögel aus), Wanderfalken oder Habichten.

## Gefährdung
Die IUCN (International Union for Conservation of Nature; deutsch „Internationale Union zur Bewahrung der Natur“) stuft die Wellensittiche als ungefährdet (least concern) ein.

## Systematik

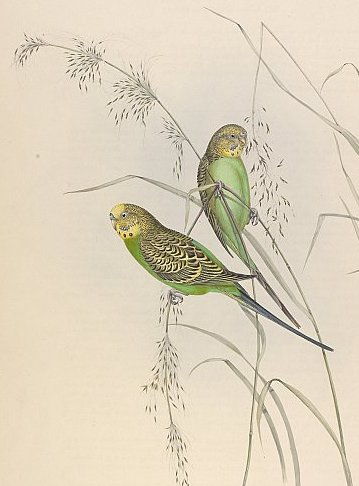
Wellensittich, ausgewachsenes Männchen und Jungvogel, die zum Fressen auf Grashalmen sitzen. (John Gould 1840)

George Shaw erwähnte 1794 den Vogel erstmals in dem Buch Zoology of New Holland. Die dafür verwendeten Exemplare erhielt er von einem der frühen Siedler, der sie in der Umgebung von Parramatta gesammelt hatte. 1805 beschrieb Shaw den Wellensittich erstmals wissenschaftlich in The Naturalist’s Miscellany. Darin findet sich auch die älteste wissenschaftliche Abbildung der Art von Frederick Polydore Nodder, die auf dem Balg des britischen Museums beruht. Balgmaterial von Wellensittichen war zu Anfang selten, 1832 waren in Europa ganze zwei Bälge bekannt. Der heute gültige Gattungsname wurde von John Gould 1840 in Band V seines Werks The Birds of Australia eingeführt, wo er auch über seine Freilandbeobachtungen schreibt. Seitdem trägt der Wellensittich den Namen Melopsittacus undulatus (Shaw 1805). Der Name leitet sich ab von gr. mélos „Gesang, Klagelied“, psittacus „Papagei oder Sittich“ und lat. undulatus „gewellt“.
Der Wellensittich ist der einzige Vertreter seiner Gattung und besitzt keine Unterarten. Biochemische Untersuchungen haben eine enge Verwandtschaft zu den Grassittichen (Neophema) belegt. Auch der Bau der Karotis-Arterien beider Gattungen geht auf denselben Grundtyp zurück.

## Jagd und Haltung

### Jagd
Wellensittiche wurden wohl als Proteinquelle von den australischen Ureinwohnern gejagt. Die Aborigines holten die Nestlinge aus den Bruthöhlen und schossen fliegende Vögel ab. Die englische Bezeichnung für Wellensittich, Budgerigar oder kurz Budgie, soll seinen Ursprung in den Sprachen der Ureinwohner haben und in etwa „gut“ oder „Essen“ bedeuten. Die Bestände der Wellensittiche gerieten aber erst durch das Interesse der westlichen Welt unter Druck.

### Beginn der Haltung in Europa

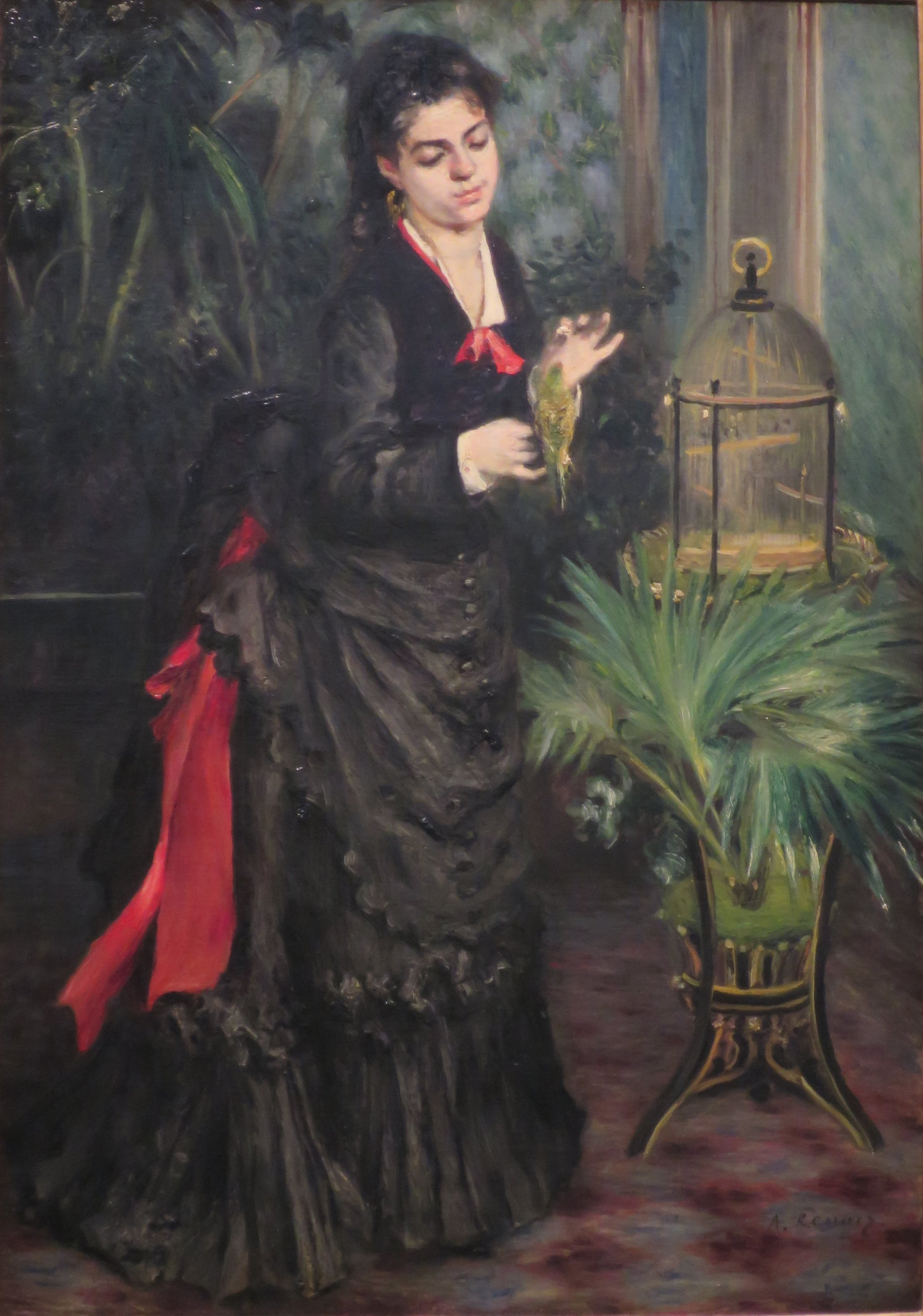
1870 schon ein beliebter und allgemein bekannter Stubenvogel (Auguste Renoir: Frau mit Wellensittich, 1871)

1805 veröffentlichten George Shaw und sein Illustrator Frederick Polydore Nodder erstmals eine ausführliche Beschreibung des Wellensittichs. 1831 wurde ein ausgestopftes Exemplar in einem Londoner Museum gezeigt. 1840 war es vermutlich John Gould, der erstmals lebende Exemplare nach England und damit nach Europa einführte. Seit diesem Zeitpunkt wurden mit jedem Schiff, das von Australien nach Europa fuhr, Wellensittiche transportiert. Die Welterstzucht gelang Saulnier in Frankreich 1846, der Zoo in Antwerpen hatte 1850 Erfolg, 1855 gelang einer Privathalterin die deutsche Erstzucht. In den USA ist die Erstzucht erst für 1909 belegt. Durch eine Vogelausstellung in Antwerpen im Jahre 1850 wurde der Vogel in ganz Europa bekannt. Kurz darauf wurden große Zahlen an Wildfängen nach Europa importiert. Der erste Haltungsbericht, der als Pflegeanleitung verstanden werden kann, stammt von Jules Delon, der 1854 für eine Versammlung der Societé Imperiale Zoologique d’Acclimation in Paris berichtete. Ab etwa 1846/47 sind die Vögel häufiger im Handel zu finden. Bereits 1859 war der Vogel in Deutschland zumindest in Großstädten unter dem Namen Undulatus-Papagei gemeinhin bekannt. Der Bedarf wurde zunächst durch Massenimporte gedeckt, was zu einem erheblichen Preisverfall führte. Beispielsweise wurden von einem Londoner Händler vom 10. Februar bis zum 27. Juli 1878 14.069 Paare, von September 1878 bis Januar 1879 noch einmal 79.655 Paare verschifft.
Diese Massenexporte fanden erst 1894 mit dem heute noch gültigen allgemeinen Ausfuhrverbot für Vögel aus Australien ein Ende. Bereits um 1880 existierten kommerziell ausgerichtete Massenzuchten in England, Frankreich und Deutschland, Karl Ruß schätzte die „Jahresproduktion“ in Deutschland 1880 auf 50.000 Tiere. Mit Ausbruch des Ersten Weltkrieges und dem daraufhin zusammenbrechenden Vogelmarkt wurden beim französischen Großzüchter Bastide etwa 120.000 Wellensittiche getötet, da sie nun nicht mehr in den Verkauf gehen konnten.
Die Massenvermehrung erbrachte immer mehr Mutationsformen. 1878 züchtete ein Belgier die ersten himmelblauen Sittiche. Ob die erstmals von einem Belgier 1910 auf einer Ausstellung gezeigten ebenfalls himmelblauen Mutationsformen zu den Nachfahren dieser Sittiche gehören, ist ungeklärt, seitdem ist dieser Farbschlag durchgehend belegt. Die Farbe Dunkelgrün folgte unmittelbar nach dem Ersten Weltkrieg, aus den dunkelgrünen Sittichen wurden olivgrüne gezüchtet. Nahezu gleich alt sind auch kobaltblaue, mauve und weißblaue Zuchtformen. Die ersten grauflügelblauen Sittiche wurden 1927/28 gezüchtet. Gelbe („lutino“) Wellensittiche sind als Import eines aus dem Freiland stammenden Paares vom britischen Züchter Joseph Abrahams für das Jahr 1886 belegt.
Zunächst waren die Preise für Farbmutanten nicht sehr hoch; nachdem es jedoch in Japan eine große Nachfrage nach diesen Tieren gab, explodierten die Preise vor dem Zweiten Weltkrieg auf bis zu 175–200 Pfund pro Paar, ein Preisniveau, das bis dahin von kaum einer Tierart erreicht worden war.

### Züchtervereinigungen und Wellensittiche als Objekt der Genetik

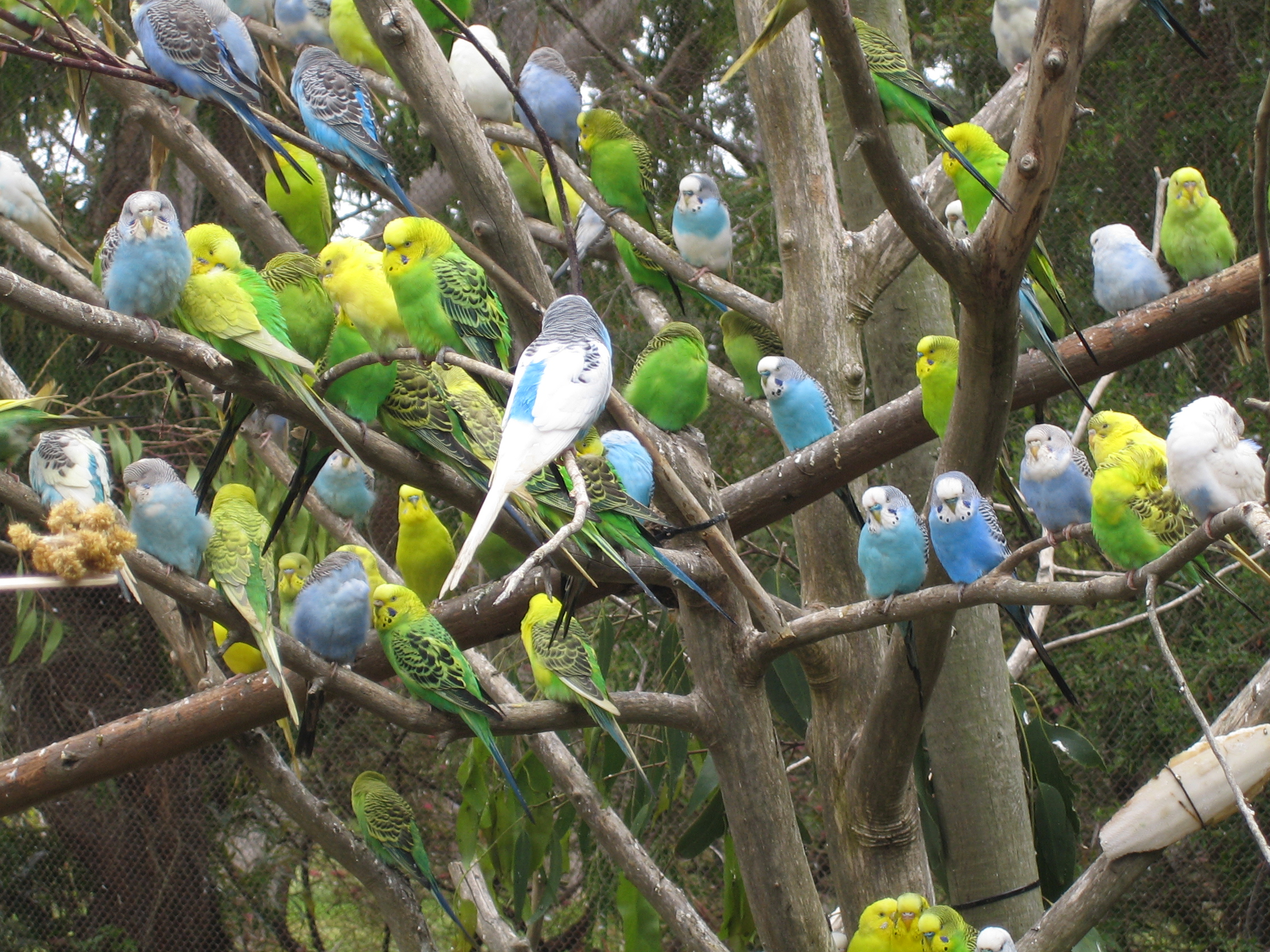
Verschiedene heutige Zuchtformen

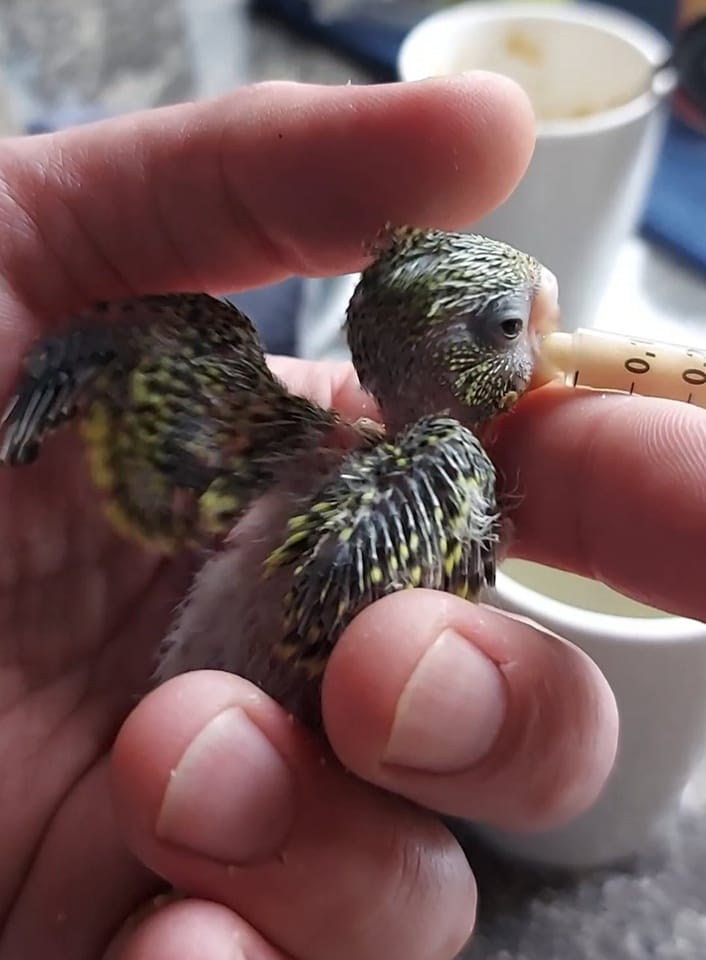
Nothandaufzucht eines Wellensittich-Kükens im Alter von zirka 14 Tagen

1925 wurde in England der bedeutende The Budgerigar Club gegründet, der 1957 weltweit mehrere zehntausend Mitglieder hatte. Als erster deutscher Spezialverein für Wellensittichzüchter wurde 1926 der Deutsche Wellensittichzüchter-Verband (D.W.V.) als Unterabteilung der Austauschzentrale der Vogelliebhaber und -züchter Deutschlands (AZ) gegründet. In der Zuchtanlage von Carl Hubert Cremer und unter Beteiligung zahlreicher weiterer Züchter aus dem Kreis des D.W.V. konnte Hans Julius Duncker die Anwendbarkeit der Mendelschen Regeln auf Wellensittiche und die Vererbung der Farbmutationen aufklären. Dies war nicht nur für die Mutationszucht von Wellensittichen (und anderen Papageienarten, bei denen Mutationszucht betrieben wird) ein wichtiger Schritt, sondern auch in der wissenschaftlichen Genetik selbst. Zeitgleich und unabhängig von Duncker arbeitete Hans Steiner in der Schweiz an der Genetik der Mutationsformen. In den 1970er Jahren folgten Untersuchungen zur Ethologie der Wellensittiche, die in der klassischen Verhaltensforschung nur stiefmütterlich bearbeitet wurden. Dieser späte Zeitpunkt wundert etwas, da schon Carl August Bolle 1859 über das intensive Paarverhalten der Sittiche geschrieben hatte.
Die Deutsche Standard-Wellensittich-Züchter-Vereinigung (DSV) wurde 1959 als Spezialverein, der sich ausschließlich mit der Haltung, Zucht und Ausstellung von Wellensittichen befasst, gegründet. Er ist Gründungsmitglied der World Budgerigar Organisation (WBO; deutsch: Welt-Wellensittich-Organisation).
Auf Vogelschauen wird heute der sogenannte Standardwellensittich zur Schau gestellt. Er ist mit 21,6 cm deutlich größer als der normale Zuchtwellensittich, welcher bei den Züchtern als Hansi-Bubi bezeichnet wird. Die Zuchtstatistik der AZ weist für die Jahre 2002–2008 jährlich durchschnittlich ca. 20.000 Nachzuchten bei einigen tausend Zuchtpaaren aus. Eine seltene in Zuchten vorkommende Abweichung sind sogenannte Featherduster.

### Neue Importe und Nachzuchten der Wildform
Seit 2005 existiert in Deutschland ein neuer Zuchtstamm der australischen Wildform. Diese Sittiche können beispielsweise im Kölner Zoo besichtigt werden.